# Rhône
 For alternative betydninger, se Rhône (flertydig). (Se også artikler, som begynder med Rhône)
Rhône er en 812 km (i Frankrig 545 km) lang schweizisk/fransk flod, som udspringer i Valais i Schweiz i Gotthard-massivet ved Rhônegletsjeren. Rhône er Frankrigs mest vandrige flod. Den løber gennem Genevesøen og ind i Frankrig ved Geneve. Herefter løber den mod syd og lægger skråninger til vindyrkningen i Côtes du Rhône. Rhône har sit udløb i Middelhavet via Camargue, et stort sumpområde syd for Nîmes og Avignon ved den franske middelhavskyst.
Rhône har i Frankrig adskillige store bifloder; Ain, Saône ved Lyon, Isère og Arve, Drôme, Durance og Gard. Det første af Rhônes løb er i Rhônedalen i Schweiz.

## Galleri
- Rhônefloden ved Genevesøen
- Arve (flod) løber ind i Rhône
- Bro over floden i Lyon
- Durance flyder ind i Rhône (Durance til højre[17])
- Oversvømmelse i Avignon i 1856
- Rhônes udløb i Middelhavet
- Topografisk kort over Rhône-bassinet
- Schweiziske Rhône-dal

## Opdæmning
Rhône opdæmmes blandt andet af:
- Barrage de Génissiat[18][19]
- Barrage de Seyssel[20][21]
- Barrage de Villebois[22][23]
- Barrage de Jons[24][25]
- Barrage de Cusset[26][27]
- Barrage de Vaugris[28][29]
- Barrage de Saint Pierre de Bœuf[30][31]
- Barrage d'Arras[32][33]
- Barrage de Rochemaure[34][35]
- Barrage de Donzère[36][37]

Barrage betyder dæmning.
- Barrage hydroélectrique de Chancy-Pougny
- Barrage du Seujet, Genève
- Barrage Sault-Brénaz
- Barrage de Verbois
- Barrage de Génissiat
- Barrage Chèvres
- Barrage de l'ile de la Barthelasse

## Bifloder og tilløb
Blandt bifloder og tilløb er blandt andet:
- L'Arve[40] 107,8 km
- L'Ain[41] 189,9 km
- La Saône[42] 473,4 km
- L'Isère[43] 286 km
- La Drôme[44] 110 km
- La Cèze[45] 128,4 km
- La Durance[46] 323,5 km
- Le Gard[47] 127,3 km

Vist i rækkefølge fra Rhônes øverste løb og nedefter. Rhône har mere end 180 bifloder og tilløb. 
- Arve floden i Annemasse
- La Saône flyder ind i Rhône
- Ouveze flyder ind i Rhône
- Drôme flyder ind i Rhône
- Durance ved Avignon (Durance til venstre)